# Abdul Razak (calciatore)
Abdul Razak (Bouaké, 11 novembre 1992) è un calciatore ivoriano, centrocampista del Mağusa Türk Gücü.

## Carriera

### Club
Il 2 settembre 2013 si trasferisce con la formula del prestito dal Manchester City all'Anži, club russo. Il 17 ottobre dello stesso anno viene acquistato definitivamente. Con la fine dell'impero di Sulejman Kerimov a gennaio torna in Inghilterra al West Ham, dove non riesce mai a scendere in campo.
Nell'estate del 2014 si accasa in Grecia all'OFI Creta. Nel corso della stessa stagione sportiva, il 19 gennaio 2015 si trasferisce nella League One inglese al Doncaster Rovers.
Il 31 marzo 2016 passa ufficialmente all'AFC United, nella seconda serie svedese, dove colleziona 12 presenze in autunno dopo un periodo in cui ad inizio stagione era stato infortunato. La squadra conquista la prima promozione in Allsvenskan nella storia del giovane club.
Nel gennaio 2017 viene presentato come nuovo centrocampista dell'IFK Göteborg, dopo aver firmato un contratto di tre anni. Nel corso della stagione trova però poco spazio, così viene ceduto in prestito al suo precedente club, l'AFC, che nel frattempo aveva cambiato sede spostandosi presso la città di Eskilstuna.
Il 21 febbraio 2018 viene ufficializzato il suo passaggio al Sirius, altra squadra dell'Allsvenskan svedese, che lo ingaggia a titolo gratuito. In due anni riesce però a giocare solo 21 partite in campionato, così, prima dell'inizio della stagione 2020, il club e Razak decidono consensualmente di rescindere.
Nel febbraio 2020 torna a Göteborg per diventare questa volta un giocatore dell'Örgryte, formazione militante nella seconda serie nazionale, che lo tessera con un contratto di pochi mesi fino al successivo 30 giugno, per poi prolungare successivamente di un ulteriore anno fino all'estate 2021. In rossoblu gioca 28 partite nella Superettan 2020 e 4 nella Superettan 2021, prima di rimanere svincolato a campionato in corso per fine contratto.

### Nazionale
Vanta 5 presenze con la Nazionale ivoriana e la convocazione per la Coppa d'Africa 2013.

## Statistiche

### Presenze e reti nei club
Statistiche aggiornate al 31 gennaio 2023.
| Stagione               | Squadra                | Campionato             | Campionato | Campionato | Coppe nazionali | Coppe nazionali | Coppe nazionali | Coppe continentali | Coppe continentali | Coppe continentali | Altre coppe | Altre coppe | Altre coppe | Totale | Totale |
| Stagione               | Squadra                | Comp                   | Pres       | Reti       | Comp            | Pres            | Reti            | Comp               | Pres               | Reti               | Comp        | Pres        | Reti        | Pres   | Reti   |
| ---------------------- | ---------------------- | ---------------------- | ---------- | ---------- | --------------- | --------------- | --------------- | ------------------ | ------------------ | ------------------ | ----------- | ----------- | ----------- | ------ | ------ |
| 2010-2011              | Manchester City        | PL                     | 1          | 0          | FACup+CdL       | 0               | 0               | UEL                | 0                  | 0                  | -           | -           | -           | 1      | 0      |
| lug.-ott. 2011         | Manchester City        | PL                     | 1          | 0          | CdL             | 0+2             | 0               | UCL                | 0                  | 0                  | CS          | 0           | 0           | 3      | 0      |
| ott.-nov. 2011         | Portsmouth             | FLC                    | 3          | 0          | FACup+CdL       | -               | -               | -                  | -                  | -                  | -           | -           | -           | 3      | 0      |
| nov. 2011-feb. 2012    | Manchester City        | PL                     | 0          | 0          | FACup+CdL       | 0+1             | 0               | UCL+UEL            | 0                  | 0                  | -           | -           | -           | 1      | 0      |
| feb.-giu. 2012         | Brighton               | FLC                    | 9          | 0          | FACup+CdL       | -               | -               | -                  | -                  | -                  | -           | -           | -           | 9      | 0      |
| lug.-set. 2012         | Manchester City        | PL                     | 1          | 0          | CdL             | 1               | 0               | UCL                | 0                  | 0                  | CS          | 0           | 0           | 2      | 0      |
| set.-ott. 2012         | Charlton               | FLC                    | 2          | 0          | FACup+CdL       | -               | -               | -                  | -                  | -                  | -           | -           | -           | 2      | 0      |
| ott. 2012-2013         | Manchester City        | PL                     | 2          | 0          | FACup+CdL       | 1+0             | 0               | UCL                | 0                  | 0                  | CS          | -           | -           | 3      | 0      |
| Totale Manchester City | Totale Manchester City | Totale Manchester City | 5          | 0          |                 | 5               | 0               |                    | 0                  | 0                  |             | 0           | 0           | 10     | 0      |
| 2013-gen. 2014         | Anži                   | PL                     | 7          | 0          | KR              | 0               | 0               | UEL                | 4                  | 0                  | -           | -           | -           | 11     | 0      |
| gen.-giu. 2014         | West Ham Utd           | PL                     | 0          | 0          | FACup+CdL       | -               | -               | -                  | -                  | -                  | -           | -           | -           | 0      | 0      |
| 2014-gen. 2015         | OFI Creta              | SL                     | 9          | 0          | CG              | 0               | 0               | -                  | -                  | -                  | -           | -           | -           | 9      | 0      |
| gen.-giu. 2015         | Doncaster              | FL1                    | 9          | 0          | FACup+CdL       | -               | -               | -                  | -                  | -                  | FLT         | -           | -           | 9      | 0      |
| 2016                   | AFC United             | S1                     | 9          | 0          | CS              | 1               | 0               | -                  | -                  | -                  | -           | -           | -           | 10     | 0      |
| gen.-lug. 2017         | IFK Göteborg           | A                      | 5          | 0          | CS              | 2               | 0               | -                  | -                  | -                  | -           | -           | -           | 7      | 0      |
| lug.-dic. 2017         | AFC Eskilstuna         | A                      | 9          | 0          | CS              | 1               | 0               | -                  | -                  | -                  | -           | -           | -           | 10     | 0      |
| Totale AFC Eskilstuna  | Totale AFC Eskilstuna  | Totale AFC Eskilstuna  | 18         | 0          |                 | 2               | 0               |                    | -                  | -                  |             | -           | -           | 20     | 0      |
| 2018                   | Sirius                 | A                      | 12         | 0          | CS              | 0               | 0               | -                  | -                  | -                  | -           | -           | -           | 12     | 0      |
| 2019                   | Sirius                 | A                      | 9          | 1          | CS              | 1               | 0               | -                  | -                  | -                  | -           | -           | -           | 10     | 1      |
| Totale Sirius          | Totale Sirius          | Totale Sirius          | 21         | 1          |                 | 1               | 0               |                    | -                  | -                  |             | -           | -           | 22     | 1      |
| 2020                   | Örgryte                | S1                     | 28         | 0          | CS              | 1               | 0               | -                  | -                  | -                  | -           | -           | -           | 29     | 0      |
| 2021                   | Örgryte                | S1                     | 4          | 0          | CS              | 0               | 0               | -                  | -                  | -                  | -           | -           | -           | 4      | 0      |
| Totale Örgryte         | Totale Örgryte         | Totale Örgryte         | 32         | 0          |                 | 1               | 0               |                    | -                  | -                  |             | -           | -           | 33     | 0      |
| Totale carriera        | Totale carriera        | Totale carriera        | 120        | 1          |                 | 11              | 0               |                    | 4                  | 0                  |             | 0           | 0           | 135    | 1      |

### Cronologia presenze e reti in nazionale
| Cronologia completa delle presenze e delle reti in nazionale ― Costa d'Avorio | Cronologia completa delle presenze e delle reti in nazionale ― Costa d'Avorio | Cronologia completa delle presenze e delle reti in nazionale ― Costa d'Avorio | Cronologia completa delle presenze e delle reti in nazionale ― Costa d'Avorio | Cronologia completa delle presenze e delle reti in nazionale ― Costa d'Avorio | Cronologia completa delle presenze e delle reti in nazionale ― Costa d'Avorio | Cronologia completa delle presenze e delle reti in nazionale ― Costa d'Avorio | Cronologia completa delle presenze e delle reti in nazionale ― Costa d'Avorio |
| Data                                                                          | Città                                                                         | In casa                                                                       | Risultato                                                                     | Ospiti                                                                        | Competizione                                                                  | Reti                                                                          | Note                                                                          |
| ----------------------------------------------------------------------------- | ----------------------------------------------------------------------------- | ----------------------------------------------------------------------------- | ----------------------------------------------------------------------------- | ----------------------------------------------------------------------------- | ----------------------------------------------------------------------------- | ----------------------------------------------------------------------------- | ----------------------------------------------------------------------------- |
| 15-8-2012                                                                     | Mosca                                                                         | Russia                                                                        | 1 – 1                                                                         | Costa d'Avorio                                                                | Amichevole                                                                    | -                                                                             | 68’                                                                           |
| 14-11-2012                                                                    | Linz                                                                          | Austria                                                                       | 0 – 3                                                                         | Costa d'Avorio                                                                | Amichevole                                                                    | -                                                                             | 53’                                                                           |
| 14-1-2013                                                                     | Abu Dhabi                                                                     | Costa d'Avorio                                                                | 4 – 2                                                                         | Egitto                                                                        | Amichevole                                                                    | -                                                                             | 46’                                                                           |
| 30-1-2013                                                                     | Rustenburg                                                                    | Algeria                                                                       | 2 – 2                                                                         | Costa d'Avorio                                                                | Coppa d'Africa 2013 - 1º turno                                                | -                                                                             | 90+3’                                                                         |
| 14-8-2013                                                                     | East Rutherford                                                               | Messico                                                                       | 4 – 1                                                                         | Costa d'Avorio                                                                | Amichevole                                                                    | -                                                                             |                                                                               |
| Totale                                                                        |                                                                               | Presenze                                                                      | 5                                                                             |                                                                               | Reti                                                                          | 0                                                                             |                                                                               |

## Palmarès
- Community Shield: 1

Manchester City: 2012